# Arctic Sunwest Charters
Arctic Sunwest Charters — канадская чартерная авиакомпания со штаб-квартирой в городе Йеллоунайф (Северо-Западные Территории), работающая на рынке пассажирских и грузовых авиаперевозок арктических районов Канады и совершающая полёты на самолётах, оборудованных колёсными шасси, поплавками и лыжами для взлётов/посадок на различные типы поверхностей. Главным транзитным узлом (хабом) авиакомпании является Аэропорт Йеллоунайф.

## История
Авиакомпания Arctic Sunwest Charters была образована в 1993 года в качестве дочернего подразделения компании RTL-Robinson Enterprises.

## Флот
По состоянию на май 2007 года воздушный флот авиакомпании Arctic Sunwest Charters составляли следующие самолёты:
- 2 Piper PA-31-350 Navajo Chieftain
- 1 Beechcraft 99
- 1 Beechcraft King Air 100
- 2 Bombardier Dash 8 Q100
- 2 de Havilland Canada DHC-2 Turbo-Beaver
- 2 de Havilland Canada DHC-5 Buffalo
- 4 de Havilland Canada DHC-6 Twin Otter